# Capricho (música)
Un capriccio o capricho (a veces en plural: caprichos o, en italiano, capricci) es un término que comenzó a aplicarse en el siglo XVI, es una pieza musical habitualmente de forma libre y de carácter vivo y animado. Se puede decir que el capricho es una forma predominantemente instrumental; también se puede decir que su misma condición de libre hace que sea una especie de estudio. El capricho habitual es aquel que es de naturaleza rápida, intensamente penetrada y a veces virtuosística. 

## Ejemplos
- Osvaldas Balakauskas: Capriccio para piano y orquesta (2004)
- Piotr Ilich Chaikovski: Capricho italiano (1880)
- Cécile Chaminade: Capriccio para violín y piano (1881)
- Aldo Clementi: Capriccio para viola y 24 instrumentos (1980)
- Lorenzo Ferrero: Capriccio para piano y orquesta de cuerdas (1996)
- Leoš Janáček: Capriccio (1926)
- Wolfgang Amadeus Mozart: Capricho en do mayor para teclado, KV 395 (1777)
- Niccolò Paganini: 24 Caprichos para violín solo (1802–17)
- Krzysztof Penderecki: Capriccio para violín y orquesta (1967)
- Walter Piston: Capricho para arpa y orquesta de cuerda (1963)
- Nikolái Rimski-Kórsakov: Capricho español (1887)
- Ígor Stravinski: Capriccio para piano y orquesta (1929)
- Francisco Tárrega: Capricho árabe (1892)
- William Walton: Capriccio burlesco (1968)